# Der Rosenkavalier
Der Rosenkavalier, O Cavaleiro da Rosa, é uma ópera cómica em três atos de Richard Strauss, com libreto de Hugo von Hofmannsthal. Estreou no Königliches Opernhaus de Dresden, a 26 de janeiro de 1911.

## Personagens
| A Marechala, Marie Thérèse, Princesa Werdenberg | soprano                           |
| Octavian, Conde Rofrano                         | soprano ou mezzo-soprano travesti |
| Barão Ochs von Lerchenau                        | baixo                             |
| Herr von Faninal, um rico burguês               | barítono                          |
| Sophie von Faninal, filha do mesmo              | soprano                           |
| Valzacchi, um espião italiano                   | tenor                             |
| Annina, uma espiã italiana                      | contralto                         |
| Um tenor italiano                               | tenor                             |
| Um inspetor de polícia                          | baixo                             |
| Muhammad, um negrinho                           | não canta                         |

A ação se passa em Viena, na época de Mozart e da imperatriz Maria Teresa da Áustria

## Sinopse
Um jovem de seus 16-17 anos, sexualmente inexperiente, Octavian, recebe uma lição de vida e de sexualidade de um nobre ser - a Marechala, Princesa Werdenberg. Ele só descobre a si mesmo, no entanto, e começa a entender os mistérios do coração feminino, quando ele é encarregado pela Marechala de uma nobre missão: levar uma rosa de prata à jovem Sophie, a noiva do Barão von Lerchenau...

## Ato I
O boudoir da Marechala
Quando a cortina se ergue, a Marechala (esposa do Feldmarschall, um título de nobreza que se usava naquela época) está na cama com Octavian. Um pretinho, Muhammad, vem trazer o café da manhã, e os dois tomam seu desjejum ao som de uma graciosa melodia mozartiana na clarineta. Ficamos sabendo dos apelidos: ele a chama de Bichette, ela o chama de Quinquin. Ouve-se um barulho lá fora; uma voz masculina, grave e um pouco grosseira, esbraveja alguma coisa. Assustadíssima, Bichette geme: "É meu marido, Quinquin! Esconde-te dentro do armário!".  "Eu pensava que ele estava caçando nas florestas da Croácia! Quando o homem bate à porta e pede para entrar ela reconhece que não se trata de seu marido, e sim de seu primo, o Barão Ochs. Este pergunta à Marechala se ela recebeu a carta. "Que carta?" pergunta ela. "A carta anunciando o meu noivado com Sophie von Faninal." "Ah sim, é verdade, a carta," responde a Marechala com um sorriso meio embaraçado. Octavian sai de dentro do armário vestido de mulher e é apresentado ao Barão como "Mariandel", a nova femme de chambre da Marechala. O Barão, que é uma espécie de Don Giovanni, só que mais velho e mais decadente, imediatamente põe o olho gordo em cima da garota. O velho libidinoso agora está cheio de dívidas, e por essa razão ele procura esse casamento de conveniência com a filha de um rico burguês, e é desse assunto que ele veio tratar com a Marechala. É costume da alta nobreza austríaca ofertar uma rosa de prata à noiva pouco antes do casamento. A rosa deve ser levada por um jovem nobre, encarregado dessa missão pelo noivo. Por essa razão, o Barão precisa da ajuda da Marechala. A Marechala sugere Octavian, agora disfarçado de "Mariandel". 
Enquanto o Barão namorisca com "Mariandel", um mordomo entra e anuncia à Marechala a chegada de uns visitantes para a audiência matinal. O apartamento da Marechala começa a se encher de gente; uns adoráveis orfãozinhos vêm pedir uns donativos, e um tenor italiano canta uma ária para entreter os convidados, mas é rudemente interrompido pelo Barão, que quer discutir seus negócios com um advogado. "Mariandel" foge, e o Barão contrata dois espiões italianos que estão em busca de trabalho, Valzacchi e Annina, para irem atrás dela. Enquanto isso, um filho bastardo do Barão entrega à Marechala uma caixa de carvalho forrada de cetim e ornada de nenúfares e ninfas contendo a rosa de prata.
Deixada a sós, a Marechala reflete sobre o seu destino. É um dos momentos mais importantes da ópera, o famoso monólogo da Marechala. Diante do espelho, ela não pode deixar de observar os estragos que o tempo está fazendo sobre a sua beleza. Reflete que, cedo ou tarde, Octavian há de deixá-la por uma mulher mais jovem, e ela quer amenizar o impacto dessa perda.
Octavian entra, e encontra a Marechala um pouco mudada. Meio fria e distante, ela não está mais tão afetuosa como antes. Ele tenta abraçá-la, ela o repele, dizendo que se sente um pouco deprimida. Ela diz que vai à igreja, vai visitar um velho tio, e que amanhã se ele quiser poderá acompanhá-la a cavalo enquanto ela, em sua carruagem, faz um passeio pelo Prater. Octavian se retira, entristecido, sem entender direito o que está se passando no espírito da Marechala. Assim que ele sai, ela decide agir sabiamente: manda chamar o negrinho Muhammad, senta-se à escrivaninha, pega da sua pena de ganso, mergulha no seu tinteiro de cor violeta perfumada de jasmim, e redige uma mensagem a Octavian: Querido Conde Rofrano: Muhammad entregar-te-á com esta uma caixinha. Nela está a rosa de prata. Ofertá-la-ás à jovem Sophie, em nome do Barão, na casa de Herr von Faninal...

## Ato II
Um luxuoso salão na residência de Herr von Faninal
Esta cena, uma das mais famosas desta ópera, é chamada a Apresentação da Rosa. Sophie, com mordomos e alguns convidados, aguardam ansiosamente a chegada do cavalheiro da rosa. À chegada de Octavian ouvimos o leitmotiv, o tema da rosa de prata, um engenhoso efeito orquestral que Strauss consegue através do uso de celesta, harpas, três flautas e três violinos solo, e que é a contrapartida sonora do brilho metálico da rosa nas mãos de Octavian. Estremecente de emoção, Sophie recebe a rosa das mãos de Octavian, que pronuncia as palavras que a cerimônia exige, e ela responde com o agradecimento de praxe. As palavras formais, contudo, mal conseguem disfarçar a transformação que se passa dentro dos dois: Octavian por um momento esquece a Marechala, enquanto que Sophie sente que este é o momento mais feliz da existência dela, sem que ela entenda por quê. A mágica se processa, e ao final da cena da apresentação da rosa Sophie e Octavian estão apaixonados um pelo outro. Eles conversam descontraidamente após a cerimônia, e Octavian fica surpreso ao saber que ela conhece o nome completo dele, que ela se deu ao trabalho de pesquisar num almanaque da nobreza austríaca: Octavian Maria Ehrenreich Bonaventura Fernand Hyacinth. "Nem eu conheço meu nome tão bem assim," ele ri. Ela também conhece o apelido dele: Quinquin. Octavian fica imaginado como ela descobriu isso.
O Barão chega, acompanhado de Herr von Faninal. Seus modos grosseiros, sua atitude arrogante, como se ele a tivesse comprado, e o que ela logo fica sabendo a respeito dele, a maneira como ele trata as mulheres, como se elas fossem pedaços de carne que existem apenas para satisfazer seus instintos bestiais, tudo isso gera em Sophie uma grande antipatia por esse que é suposto ser seu futuro marido. Há uma algazarra num salão contíguo; bêbados, os criados do Barão tentam agarrar as criadas de Faninal. Deixados a sós por um momento, Sophie e Octavian se beijam; Valzacchi e Annina os pegam no ato e vão contar ao Barão. Há uma briga entre o Barão e Octavian; desembainhando a espada, Octavian fere o Barão no braço e é expulso da casa por Faninal. Depois que o Barão toma um gole de vinho e se acalma um pouco, Annina vem lhe trazer uma mensagem: é um bilhete de "Mariandel" marcando um encontro para o dia seguinte. Todo contente, o Barão cantarola uma de suas valsas prediletas. Mas ele cometeu um erro fatal: ele se esqueceu de dar uma gorjeta a Annina.

## Ato III
Um luxuoso motel à beira da estrada, perto de Viena
No luxuosíssimo apartamento, com uma garrafa de champanhe já aberta, o Barão espera por "Mariandel", sem perceber que ele está caindo na armadilha urdida por Octavian, com a ajuda de Valzacchi e Annina, que ele subornou. Octavian está disfarçado de Mariandel. Ele mandou uma mensagem secreta a Faninal para que ele aparecesse na hora h e pegasse o Barão com a boca na botija. É o que acontece. Faninal, que até esse ponto dava todo apoio ao Barão, fica conhecendo então o verdadeiro caráter do homem, e não aprova mais o casamento de sua filha com tal cafajeste. Chega um inspetor de polícia, que está prestes a prender o Barão, pego em flagrante delito de sedução de menores. O que ninguém esperava, porém, é a súbita chegada da Marechala, que livra o Barão de uma fria, esclarecendo a verdadeira identidade de "Mariandel". Resta um ponto delicado, porém. Apaixonado por Sophie, que chegou junto com o pai, Octavian não sabe como explicar isso à Marechala. Ele tem medo de ferir aquele nobre coração. Com um sorriso, a Marechala deixa claro que ele não precisa explicar nada. Afinal de contas, foi ela que bolou a trama toda. Com graça mas com firmeza, ela diz a ele que fique com Sophie, e se retira graciosamente de cena. 
Num suave delírio, Octavian e Sophie cantam seu dueto de amor, e vão saindo lentamente de cena, ao som do tema da rosa de prata. Sophie deixa cair o lencinho, que momentos mais tarde o pretinho Muhammad vem apanhar.

## A importância deDer Rosenkavalier
Esta é a mais amada de todas as óperas de Richard Strauss. O papel da Marechala é cobiçadíssimo entre as sopranos, e não é difícil entender por que: em todo o repertório operístico existente, não existe nenhum papel feminino mais delicado, mais doce e mais gentil do que o da Marechala - a única rival dela é a Condessa de Le Nozze di Figaro. Várias sopranos construiram suas carreiras passando por um longo processo de maturação, cantando primeiro a ingênua Sophie, depois o impetuoso Octavian, e só mais tarde - a coroação - assumindo a dignidade da Marechala. Elisabeth Schwarzkopf, Maria Reining e Kiri Te Kanawa são algumas das que mais se destacaram nesse papel.
A similaridade entre os papéis da Condessa e o da Marechala já foi notada: no final de As Bodas de Fígaro, é o aparecimento da Condessa que traz absolvição a todos os presentes, inclusive ao marido mulherengo. E no final de Der Rosenkavalier, a Marechala aparece, e perdoa o Barão (de certa forma), absolve Octavian, e dá sua bênção à união dele com Sophie.
Outras similaridades se pode notar entre Figaro e Der Rosenkavalier. Ao começar o primeiro ato de Le Nozze, Fígaro está medindo o chão do quarto com uma régua, para ver se nele cabe uma cama (é a véspera do casamento dele); ao abrir-se a cortina no primeiro ato de Der Rosenkavalier, Octavian está na cama com a Marechala. Há um papel-travesti em Figaro; em Der Rosenkavalier também. Mas o relato que o Barão faz de suas conquistas amorosas na sua visita à Marechala no primeiro ato lembra a ária do catálogo de Don Giovanni. 
Der Rosenkavalier é a mais mozartiana das óperas de Richard Strauss, mas a linguagem musical é muito moderna. Strauss recheou a partitura de valsas, o que é um anacronismo: não existia valsa em Viena na época de Mozart, a valsa só foi inventada mais tarde. Há também o toque requintado de inserir uma ária italiana no seio de uma ópera alemã (Di rigori armato, que Strauss compôs para o primeiro ato).
A ideia wagneriana do gesamtkunstwerk (obra de arte total) encontra sua perfeita expressão na cena da apresentação da rosa, em que o teatro, a poesia e a música se unem num todo corpóreo que não admite mutilação. O que vemos e o que ouvimos, o brilho metálico da rosa nas mãos de Octavian e aqueles sons super-agudos, quase no limite das frequências audíveis, produzem uma experiência sensorial singular, ao mesmo tempo que Sophie diz, cheirando a rosa: Ela tem um forte cheiro de rosas, de verdadeiras rosas. Octavian: Sim, uma gota de óleo de rosas importado da Pérsia foi espargida sobre ela. Sophie: Como rosas celestes, não rosas da terra. Rosas sagradas, rosas do paraíso. É claro que quem está sentado na plateia não sente o cheiro da rosa, mas pelo menos a referência poética fica.
O sucesso da ópera foi enorme. Logo após a estreia havia trens lotados de gente só para ir assistir Der Rosenkavalier. Historiadores da arte e da cultura viram nesta ópera, composta pouco antes da primeira guerra mundial, que varreria do mapa o Império Austro-Húngaro e muitas outras monarquias europeias, o canto de cisne da aristocracia moribunda. Ninguém jamais poderá negar que não existe ópera mais cheia de frescura que Der Rosenkavalier.

## Gravações recomendadas
- Maria Reining Marechala Sena Jurinac Octavian Ludwig Weber Barão Hilde Gueden Sophie Alfred Poell Faninal Anton Dermota Tenor - Orquestra Filarmônica de Viena, regente: Erich Kleiber (1954)